# Сіріл Томмасон
Сіріл Томмасон (фр. Cyril Tommasone, 4 липня 1987) — французький гімнаст, призер чемпіонатів світу 2011, 2014 років, учасник Олімпійських Ігор.